# Fornelos de Montes
Fornelos de Montes és un municipi de la província de Pontevedra a Galícia. Pertany a la Comarca de Vigo. Fins a la reforma administrativa de 1869-70 va estar unit a Sotomaior.
| 2.795 | 2.817 | 2.691 | 2.377 | 2.092 |
| Fonts: INE i IGE (Els criteris de registre censal variaren i les dades de l'INE i de l'IGE poden no coincidir.) |       |       |       |       |

## Parròquies
Calvos (Santo Adrián), As Estacas (Santa María), Fornelos de Montes (San Lourenzo), A Laxe (San Xosé), Oitavén (San Vicente), Traspielas (Santa María) y Ventín (San Miguel).

## Personatges de Fornelos de Montes
- Manuel Lueiro Rey, escriptor (1916-1990)